# Gomphrena cardenasii
Gomphrena cardenasii là loài thực vật có hoa thuộc họ Dền. Loài này được Standl. ex E.Holzh. mô tả khoa học đầu tiên năm 1956.